# Alba Reyes
Alba Giselle Reyes Santos (Cidra, 15 giugno 1981) è una modella portoricana, incoronata Miss Porto Rico 2004.
In seguito ha rappresentato Porto Rico a Miss Universo 2004, concorso che si è tenuto il 1º giugno 2004 a Quito, in Ecuador. In quell'occasione, Alba Reyes si è classificata alla terza posizione, ottenendo anche la fascia di Miss Photogenic.